# ネプ&イモトの世界番付
『なんでもワールドランキング ネプ&イモトの世界番付』（なんでもワールドランキング ネプアンドイモトのせかいばんづけ）は、日本テレビ系列で2011年10月18日から2016年3月18日まで放送されていたバラエティ番組であり、ネプチューンとイモトアヤコの冠番組。全142回。通称「世界番付」。
キャッチコピーは「世界を学び、日本を知る。」

## 概要
様々な分野の世界ランキングと日本の順位を紹介し、各国の国情や風習の違いを解説する。スタジオには外国人タレント20人が集結して、ランキングに関連したトークを繰り広げる。番組内で紹介するランキングは、全ての国を対象にしたものだけではなく主要な国または調査結果が得られた国のみを対象にしているものもある。ランキング内容によっては、タレント特派員による現地調査も行われる。
元々は、単発番組として2011年2月25日・6月17日に『金曜スーパープライム』枠で放送されたが、好評だったためレギュラー化が決まった。2012年3月27日までは火曜日21:00 - 21:54に放送された。
2012年4月13日からは金曜日19:56 - 20:54に移動し、また、琉球放送では『謎を解け!まさかのミステリー』以来の遅れネット局となる。しかし、2016年3月18日をもって放送終了した。4年半の歴史に幕を閉じた。

## 主な企画
世界ランキング
各種ランキングから上位3カ国と日本の順位、最下位の国を紹介し、外国人パネラー「G20」（外国人20人）がランキングの項目やテーマに合わせたトークを行う。
国民性検証ダービー
日本を含む世界数カ国で一般人にドッキリを仕掛け国民性を試す検証企画。
ダーリンは異国人
白鳥久美子（たんぽぽ）が彼女役となり、彼氏役の外国人が母国の風習を紹介しながら異国の風習に振り回されるラブストーリーを展開する。
春日の部族滞在記
春日俊彰（オードリー）が世界各地の少数民族を訪問滞在するロケ企画。滞在の最後には部族の住民に春日のトレードマークであるピンクベストを配る。
日本と母国 イイのはどっち！？
あるテーマに関して在日外国人に日本と母国のどちらがいいかを問う街頭インタビューを行う。
タイムラプス動画番付
世界で話題を集めたタイムラプス動画を紹介する。
ワールドニュース番付
ある一つのテーマにまつわる世界のニュースをランキング形式で紹介する。
オードリー春日の世界イエスマンの旅
春日俊彰が海外で「YES」とだけ答え続けながら旅行を行うロケ企画。
アイリスのNIPPON優しさ旅
アイリスが北海道の宗谷岬から沖縄県の喜屋武岬までの3771kmをヒッチハイクを中心に日本人の優しさによる協力だけで縦断する。

## 出演者

### メインキャスト
MC
- 名倉潤 (ネプチューン)
- イモトアヤコ[注 2][注 3]

レギュラーパネリスト
- 原田泰造 (ネプチューン)

G20リーダー
- 堀内健 (ネプチューン)
  - 名倉はMC席、原田はパネリスト席、堀内はG20（外国人20）席に着いた。
  - イモトは、名倉と共にMCを担当した。当番組では同局の『世界の果てまでイッテQ!』での眉毛メイク・セーラー服姿ではなく、ニュースキャスター風のレディーススーツ姿で出演していた。

### 準レギュラーパネリスト
- あき竹城
- 春日俊彰（オードリー）
- 劇団ひとり
- 榊原郁恵
- 澤部佑（ハライチ）
- 辛坊治郎
- 土田晃之
- テリー伊藤
- 藤本敏史（FUJIWARA）
- 北斗晶
- 渡部建（アンジャッシュ）

### G20（外国人20）
週替わりで外国人タレント20人程度が出演している。堀内がリーダーを務めている。

#### アジア

アジア

- イラン：サヘル、マッスル
- インド：アニール、ナイル、バルビー、ボブ、リティカ、レナ
- インドネシア：イレス、エヴァ、スギリ、ヨフィ
- ウズベキスタン：アノーラ
- 韓国：インソク、V.I、シン、テガン、ヤンヒ
- シンガポール：ジェラルド、デニス
- タイ：ブンシリ、メイ
- 中国：アグネス、王雪丹、紗佳、梨衣名、ローラ
- 日本：鈴木賢志（明治大学国際日本学部准教授）[注 4]、冨倉由樹央（クーリエ・ジャポン編集長）、堀内健
- パキスタン：MALIA.
- バングラデシュ：モハメド
- フィリピン：イエナ、ガウ、ベル、ラブリ、リエ
- ブータン：ツゥリンノルブ
- ベトナム：フォンチー、ベト・ハー
- マレーシア：エラン、マシータ
- ミャンマー：ニイナ、ヘイマーウィン

#### ヨーロッパ

ヨーロッパ

- アイスランド：アルニ、ボットリ
- イギリス：イアン、エリザベス、JJ、ジョナサン、ダイアン、ハリー
- イタリア：カウアン、サブリナ、ステファニー、ジローラモ、ピエトロ、ベリッシモ、マジロ、ロマーノ
- ウクライナ：ティアナ、マリーナ
- エストニア：ケンノ
- オーストリア：トリンドル
- オランダ：リチャード
- ギリシャ：ニコラ
- スイス：クリス、ティナ
- スウェーデン：ウルリカ、エリナ、ニクラス
- スペイン：アッセナ、イレーネ、カトリーナ、ジェシカ、チェリー、バネッサ、マリーサ、ムニョス
- チェコ：エラ、ペトル
- デンマーク：ニコラス・ペタス、リセ
- ドイツ：アンナ、サッシャ、サンドラ、リル
- トルコ：オメル、サブリナ
- ハンガリー：オース
- フィンランド：シキ、シニッカ、シルック、マキビ
- フランス：アルノ、アド、イザベル、ジル、セイラ、ダヴィ、ニコラ、ノエミ、プジョール、ラシェル、ルカ
- ベルギー：パスカル
- ポーランド：アーシャ
- リトアニア：アンドリュース
- ルーマニア：ロレナ
- ロシア：イリナ、ジェーニャ、ポレナ

#### アフリカ

アフリカ

- エジプト：アリ、フィフィ、マイサラ
- ガーナ：デイビット
- カメルーン：ルネ
- ケニア：マリー
- コートジボワール：アッカ
- コンゴ民主共和国：カント
- ナイジェリア：ボビー
- 南アフリカ：プリスカ

#### 北アメリカ

北アメリカ

- アメリカ合衆国：アイク、厚切りジェイソン、エミリー、オース、カイヤ、ジャミール、ダコタ・ローズ、ダンテ、デーブ、ニコラス、ニシア、パックン、マーティ
- カナダ：カイル、加賀美セイラ、パメラ、マギー、リーナ、ロバート
- キューバ：SHEILA
- メキシコ：アイヴァン、アダム、キンテーロ、マリアナ

#### 南アメリカ

南アメリカ

- アルゼンチン：フェデリコ、ルシア
- コロンビア：ヴィヴィアナ、ルースメリ、レオネーラ
- チリ：タニア
- パラグアイ：リディア
- ブラジル：アマンダ、ヴィス、シモネ
- ペルー：カルロス、ディアナ、バービィ、マリア、山田マックス
- ボリビア：ダリア

#### オセアニア

オセアニア

- オーストラリア：ジャスミン、ジャッキー、ソフィー、チャド、マーク、ミシェル、レディビアード
- ニュージーランド：グレゴリー、ジェシカ、ドーキンズ

## ネット局
| 放送対象地域   | 放送局                    | 系列                                         | 放送曜日・放送時間           | 放送曜日・放送時間           |
| 放送対象地域   | 放送局                    | 系列                                         | 火曜時代                     | 金曜時代                     |
| -------------- | ------------------------- | -------------------------------------------- | ---------------------------- | ---------------------------- |
| 関東広域圏     | 日本テレビ（NTV） 制作局  | 日本テレビ系列                               | 火曜 21:00 - 21:54           | 金曜 19:56 - 20:54           |
| 北海道         | 札幌テレビ（STV）         | 日本テレビ系列                               | 火曜 21:00 - 21:54           | 金曜 19:56 - 20:54           |
| 青森県         | 青森放送（RAB）           | 日本テレビ系列                               | 火曜 21:00 - 21:54           | 金曜 19:56 - 20:54           |
| 岩手県         | テレビ岩手（TVI）         | 日本テレビ系列                               | 火曜 21:00 - 21:54           | 金曜 19:56 - 20:54           |
| 宮城県         | ミヤギテレビ（MMT）       | 日本テレビ系列                               | 火曜 21:00 - 21:54           | 金曜 19:56 - 20:54           |
| 秋田県         | 秋田放送（ABS）           | 日本テレビ系列                               | 火曜 21:00 - 21:54           | 金曜 19:56 - 20:54           |
| 山形県         | 山形放送（YBC）           | 日本テレビ系列                               | 火曜 21:00 - 21:54           | 金曜 19:56 - 20:54           |
| 福島県         | 福島中央テレビ（FCT）     | 日本テレビ系列                               | 火曜 21:00 - 21:54           | 金曜 19:56 - 20:54           |
| 山梨県         | 山梨放送（YBS）           | 日本テレビ系列                               | 火曜 21:00 - 21:54           | 金曜 19:56 - 20:54           |
| 新潟県         | テレビ新潟（TeNY）        | 日本テレビ系列                               | 火曜 21:00 - 21:54           | 金曜 19:56 - 20:54           |
| 長野県         | テレビ信州（TSB）         | 日本テレビ系列                               | 火曜 21:00 - 21:54           | 金曜 19:56 - 20:54           |
| 静岡県         | 静岡第一テレビ（SDT）     | 日本テレビ系列                               | 火曜 21:00 - 21:54           | 金曜 19:56 - 20:54           |
| 富山県         | 北日本放送（KNB）         | 日本テレビ系列                               | 火曜 21:00 - 21:54           | 金曜 19:56 - 20:54           |
| 石川県         | テレビ金沢（KTK）         | 日本テレビ系列                               | 火曜 21:00 - 21:54           | 金曜 19:56 - 20:54           |
| 福井県         | 福井放送（FBC）           | 日本テレビ系列                               | 火曜 21:00 - 21:54           | 金曜 19:56 - 20:54           |
| 中京広域圏     | 中京テレビ（CTV）         | 日本テレビ系列                               | 火曜 21:00 - 21:54           | 金曜 19:56 - 20:54           |
| 近畿広域圏     | 読売テレビ（ytv）         | 日本テレビ系列                               | 火曜 21:00 - 21:54           | 金曜 19:56 - 20:54           |
| 鳥取県・島根県 | 日本海テレビ（NKT）       | 日本テレビ系列                               | 火曜 21:00 - 21:54           | 金曜 19:56 - 20:54           |
| 広島県         | 広島テレビ（HTV）         | 日本テレビ系列                               | 火曜 21:00 - 21:54           | 金曜 19:56 - 20:54           |
| 山口県         | 山口放送（KRY）           | 日本テレビ系列                               | 火曜 21:00 - 21:54           | 金曜 19:56 - 20:54           |
| 徳島県         | 四国放送（JRT）           | 日本テレビ系列                               | 火曜 21:00 - 21:54           | 金曜 19:56 - 20:54           |
| 香川県・岡山県 | 西日本放送（RNC）         | 日本テレビ系列                               | 火曜 21:00 - 21:54           | 金曜 19:56 - 20:54           |
| 愛媛県         | 南海放送（RNB）           | 日本テレビ系列                               | 火曜 21:00 - 21:54           | 金曜 19:56 - 20:54           |
| 高知県         | 高知放送（RKC）           | 日本テレビ系列                               | 火曜 21:00 - 21:54           | 金曜 19:56 - 20:54           |
| 福岡県         | 福岡放送（FBS）           | 日本テレビ系列                               | 火曜 21:00 - 21:54           | 金曜 19:56 - 20:54           |
| 長崎県         | 長崎国際テレビ（NIB）     | 日本テレビ系列                               | 火曜 21:00 - 21:54           | 金曜 19:56 - 20:54           |
| 熊本県         | くまもと県民テレビ（KKT） | 日本テレビ系列                               | 火曜 21:00 - 21:54           | 金曜 19:56 - 20:54           |
| 鹿児島県       | 鹿児島読売テレビ（KYT）   | 日本テレビ系列                               | 火曜 21:00 - 21:54           | 金曜 19:56 - 20:54           |
| 宮崎県         | テレビ宮崎（UMK）         | フジテレビ系列 日本テレビ系列 テレビ朝日系列 | -                            | 金曜 19:56 - 20:54           |
| 大分県         | 大分放送（OBS）           | TBS系列                                      | 火曜 0:38 - 1:38（月曜深夜） | 火曜 0:38 - 1:38（月曜深夜） |
| 沖縄県         | 琉球放送（RBC）           | TBS系列                                      | 火曜 14:55 - 15:55           | 金曜 15:55 - 16:53           |

| 放送対象地域 | 放送局          | 系列    | 放送曜日・放送時間 | 放送曜日・放送時間 | 放送時期                   |
| 放送対象地域 | 放送局          | 系列    | 火曜時代           | 金曜時代           | 放送時期                   |
| ------------ | --------------- | ------- | ------------------ | ------------------ | -------------------------- |
| 宮崎県       | 宮崎放送（mrt） | TBS系列 | -                  | 土曜 16:00 - 17:00 | 2012年10月 - 2014年9月27日 |

- 2015年4月3日以降、19:00からの2時間スペシャル放送時には、通常時の前番組『笑神様は突然に…』（2015年9月まで）→『沸騰ワード10』（2015年10月から番組終了まで）を差し替えて自社制作番組を放送する局に限り、19:56飛び乗りとすることがあった（編成によっては臨時同時フルネットとすることもあった）。

## スタッフ

### レギュラー版
- 企画・演出：黒川高
- ナレーション：林田尚親、宮崎美子
- 構成：小笠原英樹、カツオ、丸山浩司、島津秀泰、上村知子
- TM：江村多加司
- SW：鎌倉和由、蔦佳樹（蔦→以前は、CAM）、小林宏義（週替り）
- CAM：福田伸一郎、大庭茂嗣、田代義昭（週替り）
- MIX：池田正義、山田値久（週替り）
- AUD：青山禎矢、中村宏美、三石敏生（以前は、MIX）、藤岡絵里子（週替り）
- VE：三山隆浩、石山実、笈川太、狩野博貴（週替り）
- 照明：粂野高央、星勇次（以前は、VE）、小川勉、小笠原雅登（週替り）
- バーチャル：鈴木寿晃、中村柱子、桾澤勇（週替り）
- 美術プロデューサー：稲本浩
- デザイン：栗原純二
- メイク：土屋裕子
- 装置：武井俊幸
- 電飾：木内加寿美
- 装飾：伊沢英樹
- 編集：増田功紀、伊藤さやか、河村健太（週替り）
- MA：植木俊彦
- 音効：岡田淳一
- 技術協力：NiTRo、麻布プラザ、ミジェット
- 美術協力：日本テレビアート
- CG：大隈商店
- イラスト：安藤尚美
- リサーチ：神谷翔、宮下沙希、鈴木さくら、丸公代（週替り）
- アンケート：フォーミュレーション
- ロケCAM：小西賢介（ウイウイスタジオ→ビッグフェイス）、海野太郎・須山貴史・鎌倉和由（NiTRO）、江藤恭真・山下貴之・徳久裕（J-Crew）、山本啓太、矢野哲也（だだだ）、西川真（キャミックス）、礒野伸吾・福浦俊輔・小野寺康敏（極東電視台）、青木芳行（エイ・フィールド）、大尾庸介（Trash）、石川泰之（DEEP）、竹内浩司（テイクランド）（週替り）
- TK：山沢啓子
- デスク：当田駒子
- AD：酒井太夢、川口順也、中村望美、辻信吾、横山優花、川野辺沙耶、佐藤優里、北奥蓉平、羽生由輝、酒井亜耶、森川千理、入一樹、山口早紀、羽部麻里奈（週替り）
- 統計監修：鳥越規央
- AP：山田愛子、小林香央莉（小林→以前は、AD）、井島あおい、岩田真奈美、本間かなみ、小黒みやこ、安達流海子、杉本ルリ子（杉本→以前は、制作進行）（毎週）、河野安治、内藤三保子、前田夏奈（週替り）
- ディレクター：中川学、齋藤裕二、本田学、山井貴超、吉仲哲也、柳橋宏子、古賀光輝、大輪和孝、山本雅一、海徳俊治、小岩井佑樹、杉田心平、飛田一充、森伸太郎、我妻哲也、佐々木英敏（週替り） / 流石英昭、波多野俊介、山下聖司、酒井甚哉、菅野優美子、伊藤茉莉衣、寺野慎一郎、栗原利典（毎週）
- プロデューサー：藤﨑一成（2014年12月5日 - 以前は、ディレクター）／山口敦司、坂本真起子、佐藤里絵、常盤吉弘（2013年4月5日 - 以前は、AP）
- チーフプロデューサー：伊東修（2015年6月5日 - 以前は、2014年6月6日 - 2015年3月6日まではプロデューサー、2015年4月3日 - 2015年5月29日までは統括プロデューサー）
- 制作協力：THE WORKS、極東電視台、acro、SION
- 製作著作：日本テレビ

### 過去のスタッフ（レギュラー版）
- スーパーバイザー：吉川圭三
- VE：高橋卓
- 照明：塩原和益
- バーチャル：中村桂子、神崎正斗、塚越千恵
- 美術プロデューサー：高津光一郎
- 電飾：政岡悠一郎
- 装飾：吉田研二
- リサーチ：石井伸也（フォーミュレーション）、平馬雪
- ロケCAM：岸田一彦、清水利彦、佐々木美穂、海野亮、山田大輔
- 編成：稲垣眞一、鈴木淳一、池田潔美、佐藤俊之
- 編成企画：高谷和男、吉無田剛、原司
- 広報：角田久美子
- デスク：小林祐子
- 制作進行：加藤千穂
- AD：三田泰子、北川瑛絵、北田有輝、若月雄一郎、岩崎由佳、牛山亜紀子、豊巻紘宣、佐藤洋一、顔嘉螢、奈良純、永井秀幸、櫻井弘美、浅野典昭、鶴田竜次、新井一平、西川華衣、小原靖広、中川喜生、玉田玲也、森靖典、嶋田茜、相馬令子、李埈炯、古庄裕、宮野里奈、稲垣和将、齋藤優、佐藤桃子、牧香織里
- AP：鈴木美枝子、問山幸子、輿石将大、大島香、菅原めぐみ、山室麗、池田千草、川地俊輔、加賀紗弓、牧村正嗣、三田村奈緒子、羽根葵、竹村祐美
- ディレクター：青木章浩、西崎修一、工藤和彦、及川桂一、小田玲奈、山本真之(乃)介、大場剛、川島佳子、吉田直也、加藤昌義、奈須亮三、藤田志帆、利根川広毅
- プロデューサー：吉田和生、松本京子、下田明宏（2012年12月7日 - 2014年5月30日、以前は、編成企画）、杉本光一朗（2013年2月8日 - 2014年5月30日、以前は、AP）、服部紳一、坂井康世、古賀絢子（2014年5月23日 - 以前は、制作進行）
- チーフプロデューサー：加藤幸二郎（2012年12月7日 - 2014年5月30日、以前は、プロデューサー）、安岡喜郎（2014年6月6日 - 2015年5月29日、以前は、単発時2回共・2011年10月18日 - 2012年11月30日の期間もCP）

### パイロット版
- ナレーション：佐藤賢治、織田宏史（共に第1,2回）、小坂由里子（第1回）、山下絵里香、大山裕子（共に第2回）
- 構成：小笠原英樹、カツオ、丸山浩司、上村知子（共に第1,2回）、島津秀泰（第2回）
- TM：江村多加司
- SW：鎌倉和由
- CAM：吉田健治（第1回）、蔦佳樹（第2回）
- MIX：池田正義（第1,2回）、瀧健太郎（第1回）、三石敏生（第2回）
- AUD：中村宏美（第1回）、亘美千子（第2回）
- VE：石山実（第1回）、三山隆浩（第2回）
- VTR（第1回）：岡田直紀
- 照明：高橋明宏（第1回）、名取孝昌（第2回）
- バーチャルCG：神崎正斗、中村桂子、桾澤勇
- 美術プロデューサー：高津光一郎
- デザイン：栗原純二
- 装置：武井俊幸
- 電飾：樋口巧（第1回）、西本敬（第2回）
- 装飾：吉田研二
- メイク：栗原真理亜（第1回）、小島梨香（第2回）
- イラスト：安藤尚美（第1回）、リトルベア（第2回）
- 音効：岡田淳一
- 編集：大関秀雄、平間梨絵
- MA：植木俊彦
- 技術協力：NiTRo、麻布プラザ、ミジェット
- 美術協力：日本テレビアート
- リサーチ：フォーミュレーション（第1回）、石井伸也、神谷翔（共にフォーミュレーション、第2回）
- ロケ技術：EAT
- ロケCAM：金光利也（第1,2回）、佐々木由、礒野伸吾（共に第1回）、藤進、玉木正成（共に第2回）
- ランキング監修（第1回）：鈴木賢志
- 編成：稲垣眞一（第1,2回）、下田明宏（第1回）、岩佐直樹、土谷幸弘（共に第2回）
- 企画協力（第2回）：伴在正行
- 宣伝：戸田聖一郎
- TK：山沢啓子
- デスク：小林祐子
- AD：儀万由佳（第1,2回）、藤田志帆、島田麻衣、渡辺智、川島佳子、藤巻聖、高橋容子（共に第1回）、大屋万梨子、嶋田茜、鶴田竜次、小川香織（共に第2回）
- AP：久保田博哉、鈴木美枝子、輿石将大（共に第1,2回）
- ディレクター：栗原利典、大輪和孝、山井貴超（共に第1,2回）、首藤光典、藤﨑一成（共に第1回）、青木章浩（第2回）
- 企画・演出：黒川高
- プロデューサー：加藤幸二郎、天笠ひろ美、中村昌哉、山口敦司、遠藤正累（共に第1,2回）、円城寺剛（第2回、第1回はAP）
- 監修：吉川圭三
- チーフプロデューサー：安岡喜郎（第1,2回）、菅賢治（第2回）
- 制作協力：THE WORKS、極東電視台、acro
- 製作著作：日本テレビ

## テーマ曲
- 初代：マイケル・ジャクソン「ブラック・オア・ホワイト」
- 2代：G20+ネプ&イモト「ボクラノセカイ」（作詞作曲：ジャミール、プロデュース：堀内健）
  - ネプチューンとイモトアヤコに加え、G20の中から歌唱オーディションにより選抜されたメンバー20人[注 11]が参加している。
  - 2012年7月27日の2時間スペシャルでPVがノーカット放送された。
  - 2012年7月27日より日テレ携帯サイトなどで着うたが先行配信された。
  - 2012年8月8日にはCDが発売された。
  - 2012年8月15日には汐博2012のステージイベントで生ライブが行われた。
  - 2012年10月12日から12月10日にはG20とネプチューン・イモトアヤコが法務省及び全国人権擁護委員連合会が定めた2012年度「第64回人権週間」のPR大使に就任し「ボクラノセカイ」がPRソングに選ばれた[3]。